# Tetragoniceps santacruzensis
Tetragoniceps santacruzensis is een eenoogkreeftjessoort uit de familie van de Tetragonicipitidae. De wetenschappelijke naam van de soort is voor het eerst geldig gepubliceerd in 1997 door Mielke.